# Motoo Tacuhara
Motoo Tacuhara (14. ledna 1913 – listopad 1984) je bývalý japonský fotbalista.

## Reprezentační kariéra
Motoo Tacuhara odehrál 4 reprezentační utkání. S japonskou reprezentací se zúčastnil letních olympijských her 1936.

## Statistiky
| Japonsko | Japonsko | Japonsko |
| Roky     | Záp.     | Góly     |
| -------- | -------- | -------- |
| 1934     | 2        | 0        |
| 1935     | 0        | 0        |
| 1936     | 2        | 0        |
| Celkem   | 4        | 0        |